# هارانتس وانک
هارانتس وانک (ارمنی: Հարանց վանք؛ ) یک صومعه متعلق به کلیسای حواری ارمنی واقع در شهر قره‌مراد، شهرستان گده‌بی جمهوری آذربایجان می‌باشد. ساخت و ساز این ساختمان در سده ۱۲ام میلادی؛ به پایان رسید. این بنا به سبک معماری ارمنی طراحی شده است.